# (5932) Prutkov
(5932) Prutkov ist ein Asteroid des Hauptgürtels, der am 1. April 1976 vom sowjetisch-russischen Astronomen Nikolai Stepanowitsch Tschernych am Krim-Observatorium in Nautschnyj (IAU-Code 095), etwa 30 km von Simferopol, entdeckt wurde.
Der Asteroid wurde nach dem fiktiven russischen Schriftsteller Kosma Prutkow (1803–1863) benannt, dessen parodistische und literaturkritische Texte im Wesentlichen von Alexei Tolstoi verfasst wurden und in den 1850er- und 1860er-Jahren vor allem im Sowremennik veröffentlicht wurden, wobei heute hauptsächlich die Aphorismen bekannt sind.